# Стерж
Стерж (рус. Стерж) језеро је моренског порекла на северозападу европског дела Руске Федерације, односно на северозападу Тверске области. Налази се на територији Осташковског рејона. Треће је по величини језеро у систему Горњоволшких језера и прво веће језеро кроз које протиче река Волга. Са коритом Волге спојено је након градње вештачког Верхњеволшког језера. Његово име у преводу означава „тихо језеро“.
Укупна површина језерске акваторије је 18 km², максимална дужина 12 км, а ширина до 1,5 километара. Максимална дубина језера је 8 метара, у просеку око 5 метара.

## Стершки крст
Године 1133. на месту некадашњег ушћа реке Волге у језеро Стерж намесник новгородског књаза Иванко Павлович подигао је велики равнокраки камени крст, такозвани Стершки крст (рус. Стерженский крест) у знах захвалности за успешан завршетак радова на каналу на том месту. Крст је висок 167 cm и тежак 933 килограма. На предњој страни крста стоји натпис: „У лето 6641. на дан 14. месеца јула ми почешмо да копамо канал и ја Иванко Павлович тада подигох овај крст.“ («в ло 6641 мсця июля 14 днь почяхъ рыти реку сю язъ иванко павловиць и крстъ сь поставхъ»).
Од 5. фебруара 1879. крст се налази у Тверском државном музеју у Тверу.